# Hadalothuria
Hadalothuria is een geslacht van zeekomkommers uit de familie Gephyrothuriidae.

## Soorten
- Hadalothuria wolffi Hansen, 1956